# Scarlet Records
Scarlet Records est un label indépendant italien, situé à Milan. Il est connu pour avoir distribué deux projets parallèle du chanteur Björn « Speed » Strid de Soilwork, et les albums de divers groupes comme Agent Steel, Royal Hunt, Skyclad, Eldritch, Hatesphere, Primevil, Labyrinth, Dark Moor, et DGM. Lancé en 1997, Scarlet Records possède un catalogue comptant plus de 200 albums. En 2011, Scarlet Records signe un contrat de distribution avec Entertainment One Distribution pour l'Amérique du Nord, aussi bien physique que numérique.

## Artistes

### Artistes actuels
- Almah
- Apostolica
- Bulldozer
- Dark Moor[1]
- DGM
- Ecnephias[2]
- Eldritch[3]
- Ethersens[4]
- Evenoire
- Extrema[5]
- Frozen Crown
- Furor Gallico
- Game Over
- Hell in the Club[6]
- Highlord
- Kayser[7]
- Kaledon
- Killing Touch
- Kingcrow
- Labyrinth[8]
- Malfeitor[9]
- Mastercastle[10]
- Michele Luppi
- Necrodeath
- Oceans of Sadness[11]
- Odyssea[12]
- Operatika[13]
- Phaze I
- PlanetHard[14]
- Sadist
- Sawthis[15]
- Scamp[16]
- Schizo[17]
- Shaman[18]
- Secret Sphere[19]
- Skyclad
- Slowmotion Apocalypse
- Spice and the RJ Band
- Stormlord
- Temperance
- Terror 2000
- Thy Majestie[20]
- Vision Divine
- Wind Rose
- Wuthering Heights

### Anciens artistes
- Aborym
- Barcode
- Bloodshot
- Bokor
- Disarmonia Mundi
- Adversam
- Agent Steel
- Allhelluja
- Arachnes
- Art Inferno
- Arthemis[21]
- Blinded Colony
- Broken Arrow
- Cadaveria
- Cayne
- Centurion
- Dakrua
- Damned Nation
- Dark Avenger
- Daemonia
- Demia[22]
- Diabolical
- Divine Souls
- Dragonhammer
- Eterna
- Evildoer[23]
- Fifth Reason
- Frequency[24]
- Georgian Skull[25]
- Heimdall
- Idols are Dead[26]
- Inrage
- Invocator
- Lods of Decadence
- Loss
- Manticora
- Hatesphere
- Neglected Fields
- Nightshade
- Node
- Odyssea
- Oracle Sun
- Olympos Mons[27]
- Platitude
- Raza de Odio
- Requiem
- Revolution Renaissance
- Rosae Crucis
- Seethings
- Seven Seraphim
- SmaXone
- Subzero
- The Defaced
- The Provenance
- Thoten
- The Ring
- Withering Surface
- Xteria